# Ingenting är heligt (film)
Ingenting är heligt är en amerikansk komedifilm från 1937 i regi av William A. Wellman. Den är en tidig technicolorfilm och betecknas som en så kallad screwballkomedi. Filmen är en satir om medias och journalisters makt. Sedan 1965 är filmen i public domain i USA sedan filmbolaget underlåtit att förnya dess rättigheter.

## Handling
En ung kvinna i en liten stad blir diagnostiserad med en ovanlig dödlig sjukdom. Journalisten Wally Cook som skickats dit efter ett misstag i jobbet gör en stor artikel om henne och hon blir en nationell hjälte. Vad Cook då inte vet är att Hazel är feldiagnostiserad och inte alls har drabbats av sjukdomen.

## Om filmen
Filmen hade svensk premiär den 31 januari 1938 på biograf Saga vid Kungsgatan i Stockholm. Ingenting är heligt har visats i SVT, bland annat i februari 2019 och i november 2020.

## Rollista
- Carole Lombard – Hazel Flagg
- Fredric March – Wally Cook
- Charles Winninger – Enoch Downer
- Walter Connolly – Oliver Stone
- Sig Ruman – Dr. Emil Eggelhoffer
- Frank Fay – ceremonimästare
- Troy Brown – Ernest Walker
- Maxie Rosenbloom – Max Levinsky
- Margaret Hamilton – apoteksbiträde

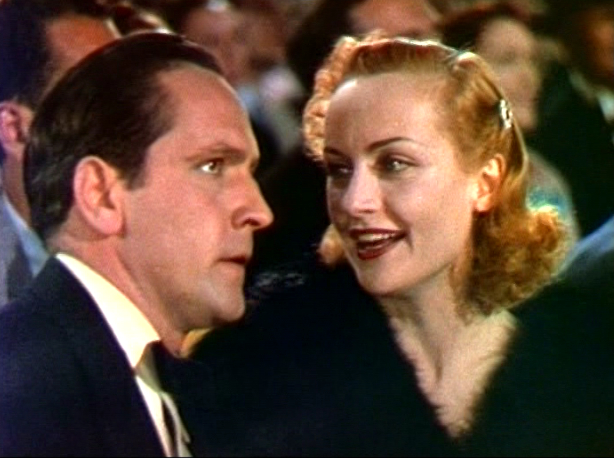
Fredric March och Carole Lombard.

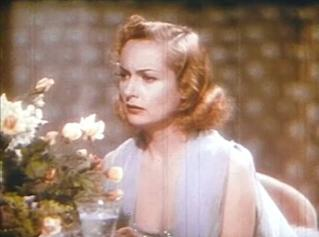
Carole Lombard.

- Olin Howland – Will Bull, bagagekonduktör
- Raymond Scott – orkesterledaren

Ej krediterade, urval
- Ann Doran – telefonisten
- Hedda Hopper – den rika änkan
- Leonid Kinskey – poeten Ferdinand Roassare
- Charles Lane – Rubenstein
- Edwin Maxwell – Mr. Bullock
- Hattie McDaniel – Mrs. Walker
- Aileen Pringle – Mrs. Bullock
- John Qualen – brandman
- Clarence Wilson – Mr. Watson
- Monty Woolley – Dr. Oswald Vunch